# Distrito de Nazca
El distrito de Nazca es uno de los cinco que conforman la provincia homónima, ubicada en el departamento de Ica en el Sur del Perú. 
Su capital, la ciudad de Nazca, está ubicada a 585 m s.n.m.

## Historia
El pueblo fue fundado el 28 de noviembre de 1548, luego en los primeros años de la república, fue elevada a categoría de Distrito

## Vías de transporte terrestre
- Carretera Panamericana Sur. Su nombre oficial es Longitudinal de la Costa Sur, y su codificación PE-1S.[1]
- Carretera San Juan de Marcona - Vista Alegre - Puquio - Chalhuanca - Abancay - Cusco - Pto. Maldonado - Iñapari (frontera con Brasil). Su codificación es PE-30[2]

## Educación
Escuelas Primarias
- María Reiche Directora Prof.
- Enrique Fracchia, Directora Prof. María Mancía
- Micaela Bastidas, Director Prof. Juan Carlos Hualpa Vicente
- Roberto Pisconti Ramos(San Carlos) Director Prof.
- Peruano-Chino Director Prof. Terencio Trinidad Garriazo
- Nuestra Señora de Guadalupe Director Prof. Hernán Espinoza Ramírez
- Santa Rita De Casia Directora Prof. Isabel Ayquipa de Muñoz
- Edelmira Ramos Herencia (Cajuca)
- Angelita Bohórquez Moreno (San Carlos)
- Luis Abelardo Quiñones (Buena Fe) Director Prof. Carlos Alarcón Espinoza
- Ramón Castilla (San Carlos).

Colegios de Secundaria:
- Simón Rodríguez
- Josefina Mejía de Bocanegra(Director Lic. José Rivadeneyra Alvarado)
- Roberto Pisconti (San Carlos)
- Fermín Del Castillo Arias
- José Abelardo Quiñones(Buena Fe)(Director Carlos Alarcón Espinoza)
- Peruano-Chino( Director prof. Terencio Trinidad Garriazo)
- Guadalupe (Director Hernán Espinoza Ramírez)

Universidades:
- Universidad Nacional "San Luis Gonzaga de Ica"

Institutos:
- I.S.T.P. Nasca
- I.S.P.P. Agustín Bocanegra y Prada Director Martín Euribe Vilca
- Instituto Superior Tecnológico Privado "SELVA SYSTEM" Director Jorge Donayre
- San Isidro

## Turismo

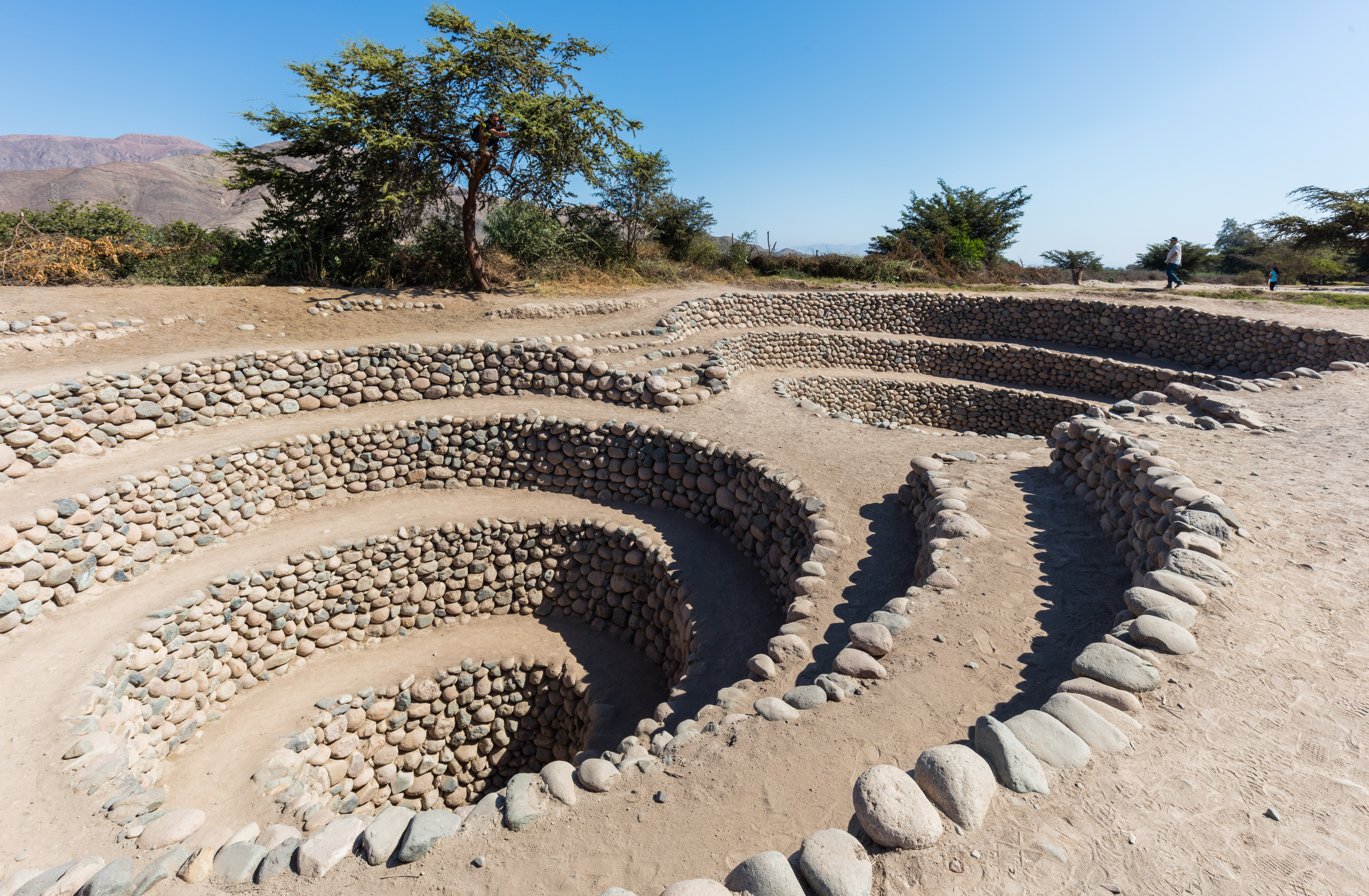
Acueductos subterráneos de Cantalloc.

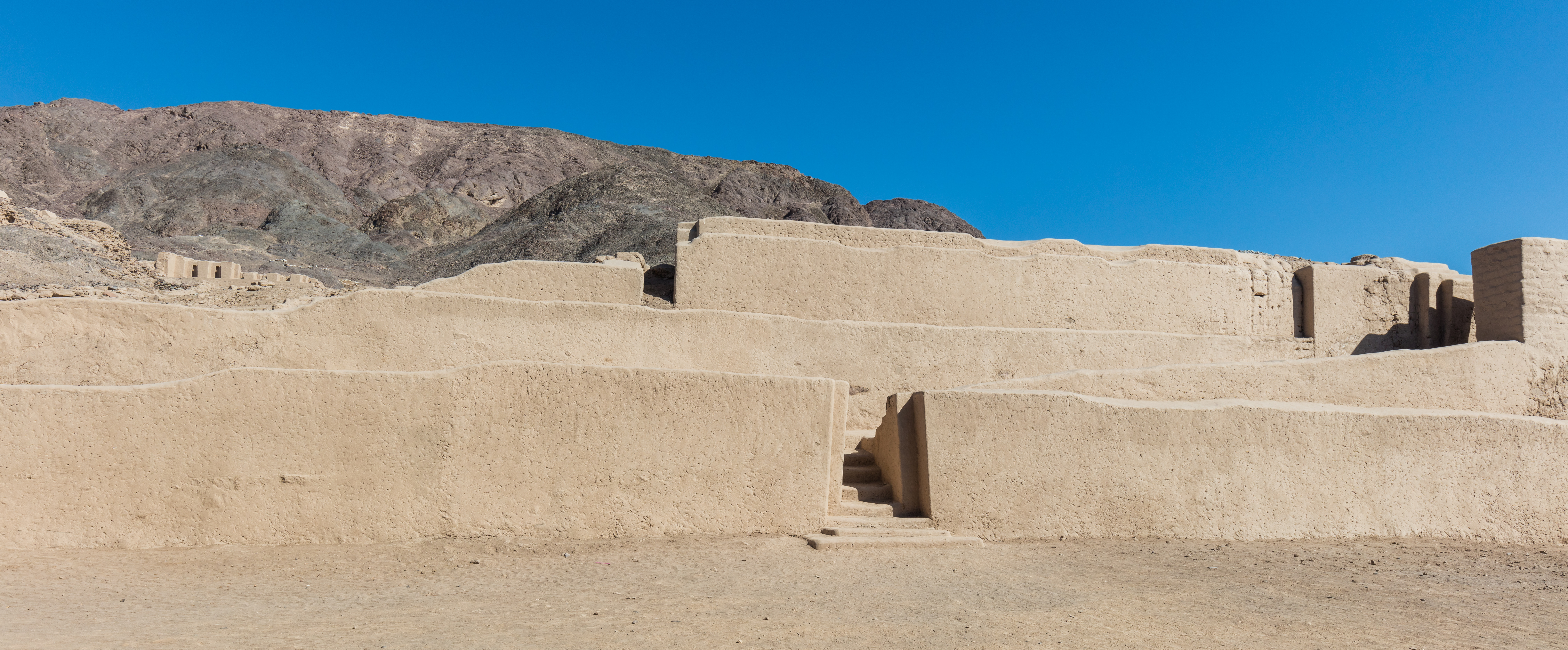
Los Paredones, Nazca.

- Museo Arqueológico Antonini, aquí se encuentra información sobre la Cultura Nasca y se puede observar piezas de cerámica, textiles y momias encontradas por un equipo de investigadores que lidera desde hace más de 20 años Giuseppe Orefici. Aquí también se puede ver parte del acueducto de Bisambra.
- Líneas de Nasca, gigantescas líneas y dibujos que cubren 350 km² de la pampa de San José. Pueden ser admiradas desde el aire contratando una pequeña avioneta en el aeropuerto de Nasca o desde una torre mirador de 12 m de altura ubicada en el km 425 de la Panamericana Sur.
- Planetario María Reiche, aquí se ilustran los conocimientos astronómicos de la Cultura Nasca
- Estaquería, observatorio astronómico construido con troncos de Huarango clavados sobre adobes, donde se estudiaba la posición y movimiento de los astros y su relación con los ciclos Naturales. Ubicado a 10 min de Cahuachi.
- Cahuachi, complejo arqueológico de 24 km² compuesto de pirámides, plataformas, terrazas y plazas que sirvieron de escenarios al culto religioso, levantado a orillas del río Nasca a unos 45 minutos de la ciudad de Nazca.[3]
- Cantalloc, admirable obra de ingeniería hidráulica que no ha sido deteriorada por el paso del tiempo y sigue operativa hasta hoy. Construida con lajas y troncos de Huarango. Ubicados a 20 min de la ciudad de Nazca.
- Chauchilla, necrópolis ubicada a 45 min de la ciudad de Nazca. Aquí se encontraron trece tumbas intactas con muchos textiles y cerámicos.
- Paredones, también llamado Caxamarca, además de ser un tambo real, cumplió funciones administrativas y de control de paso. Mide 2 km de largo por 80 m de ancho, construida en la ladera de un pequeño cerro y está ubicada en el kilómetro 2 de la carretera Nasca-Cusco.[4]

## Autoridades

### Municipales
- 2023 - 2026[5]
  - Alcalde: Wilman Jorge Bravo Quispe, de Alianza por el Progreso.
  - Regidores:

  1. Wilber Huanca Portillo (Movimiento Regional Obras por la Modernidad)
  2. Nills Huamantumba Velásquez (Movimiento Regional Obras por la Modernidad)
  3. David Alejandro Copello Zeballos (Movimiento Regional Obras por la Modernidad)
  4. Ana Elizabeth Espinoza Munárriz (Movimiento Regional Obras por la Modernidad)
  5. María Luisa Fuentes Consiglieri (Movimiento Regional Obras por la Modernidad)
  6. Jhonatan Joel Rosales Sánchez (Movimiento Regional Obras por la Modernidad)
  7. María Elena Román Rejas (Unidos por la Región)
  8. Lupe Diana Cotaquispe Villena (Unidos por la Región)
  9. Juan Manuel Guillén Jáuregui (Avanza País - Partido de Integración Social)

### Policiales
Comisario 2014-2015: Mayor PNP Carlo Zegarra Parra.

## Festividades
- Santísima Cruz.
- Santa Rosa de Lima.
- Virgen de Guadalupe.

## Nazqueños destacados
- José Manuel Meza y Donayre (primer diputado 1,824, fundador San Luis Gonzaga de Ica, prefecto de Ica).
- Fermín Del Castillo Árias (militar).
- Ignacio Morsescky (médico).
- María Reiche Neumann (matemática, estudiosa de las líneas de Nasca).
- Jorge Gamboa Segovia (decimista).
- Miguel Oblitas Bustamante (músico clásico).
- Carlos Luy Ken Albites(escultor).

## Instituciones del Estado Peruano
- Cia.de bomberos nasca N.º 82 Primer Jefe cap. José Carlos Bustos Montoya
- Policía Nacional del Perú Comisario Mayor. PNP Carlo Zegarra Parra
- Oficina de Reclutamiento del Ejército
- Hospital de Apoyo de Nazca - MINSA (enlace roto disponible en Internet Archive; véase el historial, la primera versión y la última).
- Policlínico de ESSALUD
- COAR ICA